# Говение
Гове́ние (греч. Εὐλάβεια) — у православных приготовление к таинству причащения, заключающееся в посте и воздержании, посещении всех богослужений в продолжение по крайней мере одной недели и выполнении домашних молитв по указанию молитвослова. Гове́ть — значит предписать своему телу воздержаться, очиститься и ограничиться в пище.
Говение близко по смыслу слову пост, однако обращает внимание не на само неядение, а на трепетную, почтительную, внимательную подготовку к началу праздника (Рождества Христова или Пасхи). Говение является однокоренным слову благогове́ние (лат. reverentia) (Пс. 21:24; Еккл. 8:12; Ис. 29:13; Евр. 5:7; Евр. 11:7; Евр. 12:28), что означает страх, уважение и почтение.
При этом из Священного Писания, сочинений Отцов Церкви и церковных канонов не следует обязательное соблюдение поста перед причастием. Для регулярно участвующих в этом таинстве достаточно соблюдения регулярных постов, установленных церковью (среда, пятница, Великий, Рождественский, Апостольский (Петровский) и Успенский посты и прочие постные дни года).
Феофан Затворник в 10-м письме о духовной жизни описывает три шага говения: удаление от мира (одиночество для рассмотрения самого себя), раскаяние и причастие. К проявлениям («подвигам») говения Феофан относит «хождение в церковь», «домоседство» (молитва, чтение (духовной литературы), размышление).
Производными от слова говение в литургической практике встречаются слова «за́говение на мясо» или на какой-либо многодневный пост и «разговение» — выход из многодневного поста. В эти дни бывает «ве́лие утешение» (обильная трапеза).